# Spichlerz Mariacki w Braniewie
Spichlerz Mariacki w Braniewie – zabytkowy spichlerz w Braniewie. Pochodzi z 1831 roku. 5 lipca 1989 roku został wpisany do rejestru zabytków pod pozycją 127/89.

## Historia

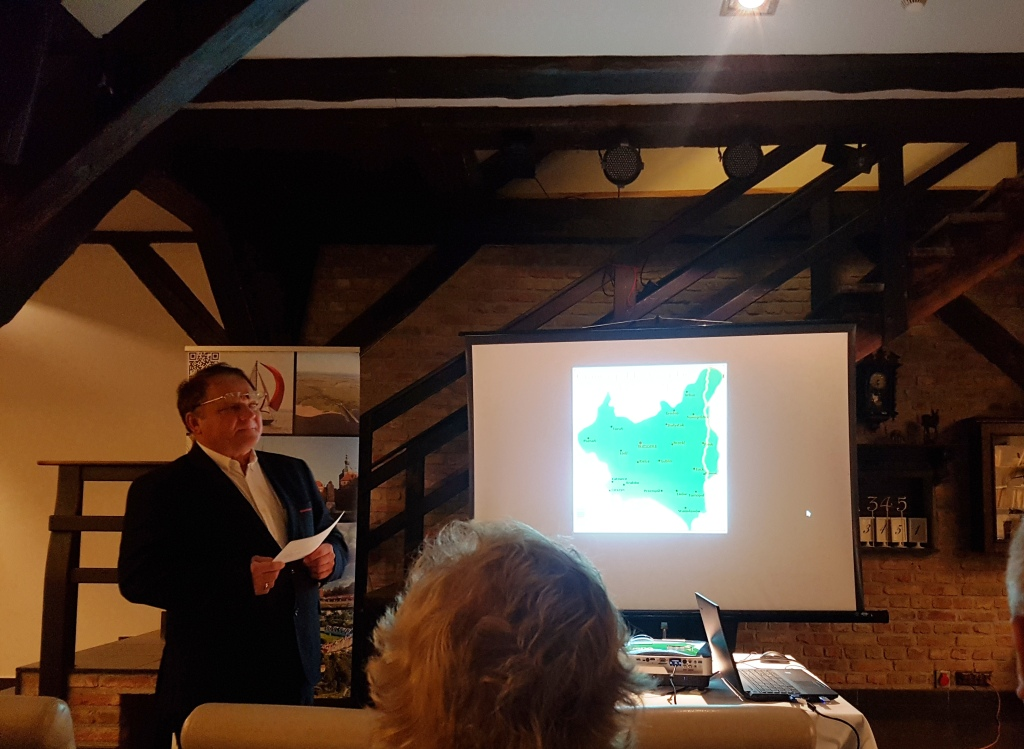
Towarzystwo Miłośników Braniewa, wykład w spichlerzu, 2018

Od średniowiecza Braniewo było miastem portowym. W połowie XIV wieku zostało włączone do słynnego związku miast portowych – Hanzy, przez to stanowiło dla całej Warmii okno na świat, pośrednicząc w warmińskim handlu zagranicznym; posiadało również prawo składu (w całych Prusach tylko sześć miast należało do tego związku). Port braniewski był jedynym hanzeatyckim portem Warmii. W Prusach Królewskich przyznawano mu czwarte miejsce, bezpośrednio po trzech tzw. wielkich miastach pruskich, tj. po Gdańsku, Toruniu i Elblągu. Głównym produktem eksportowym był len. Prócz niego w spichlerzach braniewskich składowano i przygotowywano do załadunku na statki produkty rolne, wosk, skóry i miód. Do Braniewa przypływały w zamian zagraniczne wina, przyprawy, broń, miedź, stal, szkło, olej i papier. Rozwój w XIX wieku kolei żelaznych kształtuje nowy układ szlaków komunikacyjnych. 19 października 1852 roku dociera do Braniewa pierwsza linia kolejowa, łącząca miasto z Malborkiem przez Elbląg. Przez Braniewo wytyczona została ważna magistrala kolejowa – Pruska Kolej Wschodnia, budowana przez państwo pruskie na podstawie ustawy sejmowej z 7 grudnia 1849 roku z Berlina do Królewca, a dalej aż do granicy prusko-rosyjskiej w Ejtkunach (obecnie Czemyszewskoje).

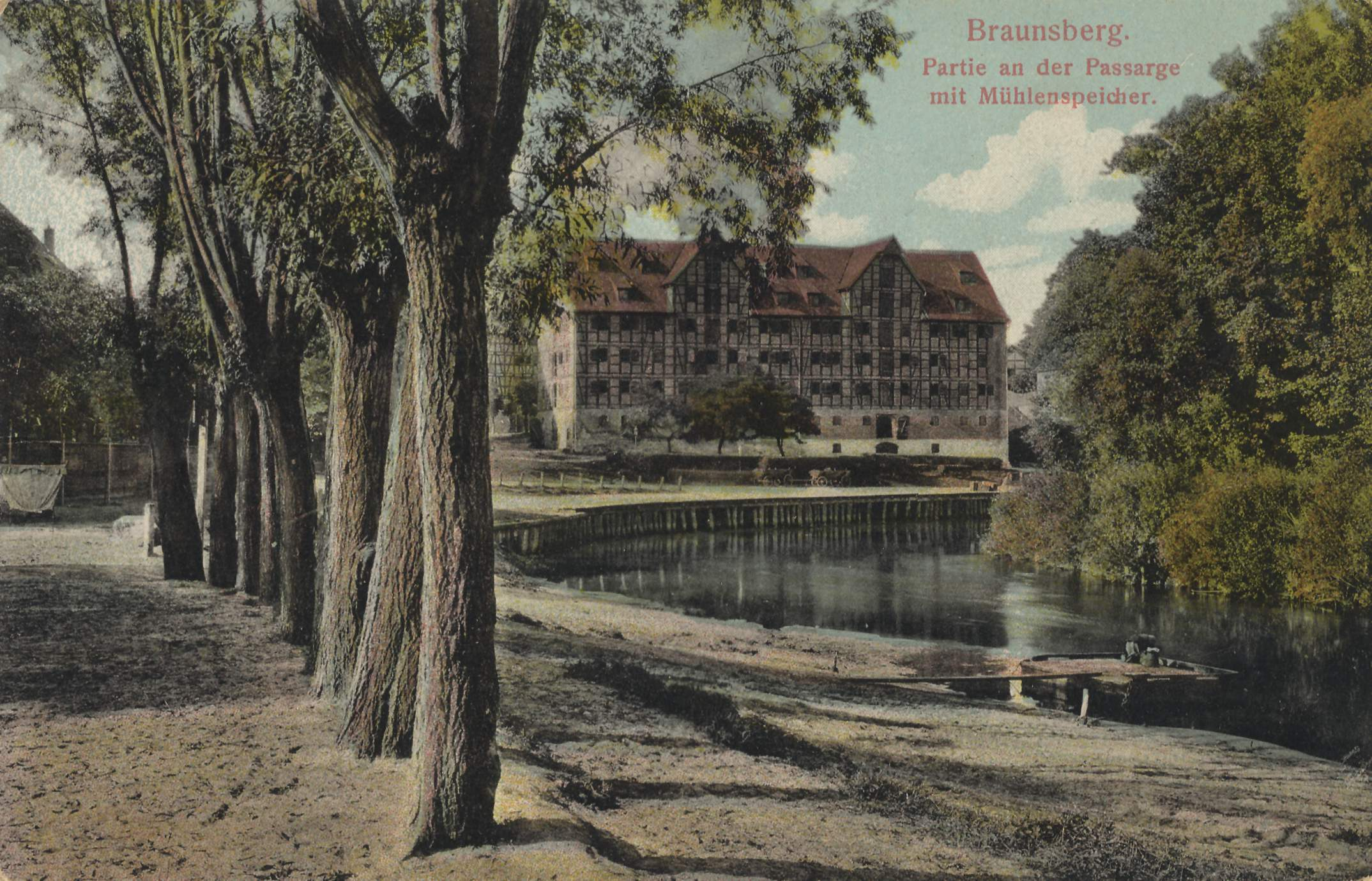
Rzeka Pasłęka, niezachowany spichlerz „Pod Złotymi Lwami” (Löwenspeicher) położony obok spichlerza Mariackiego

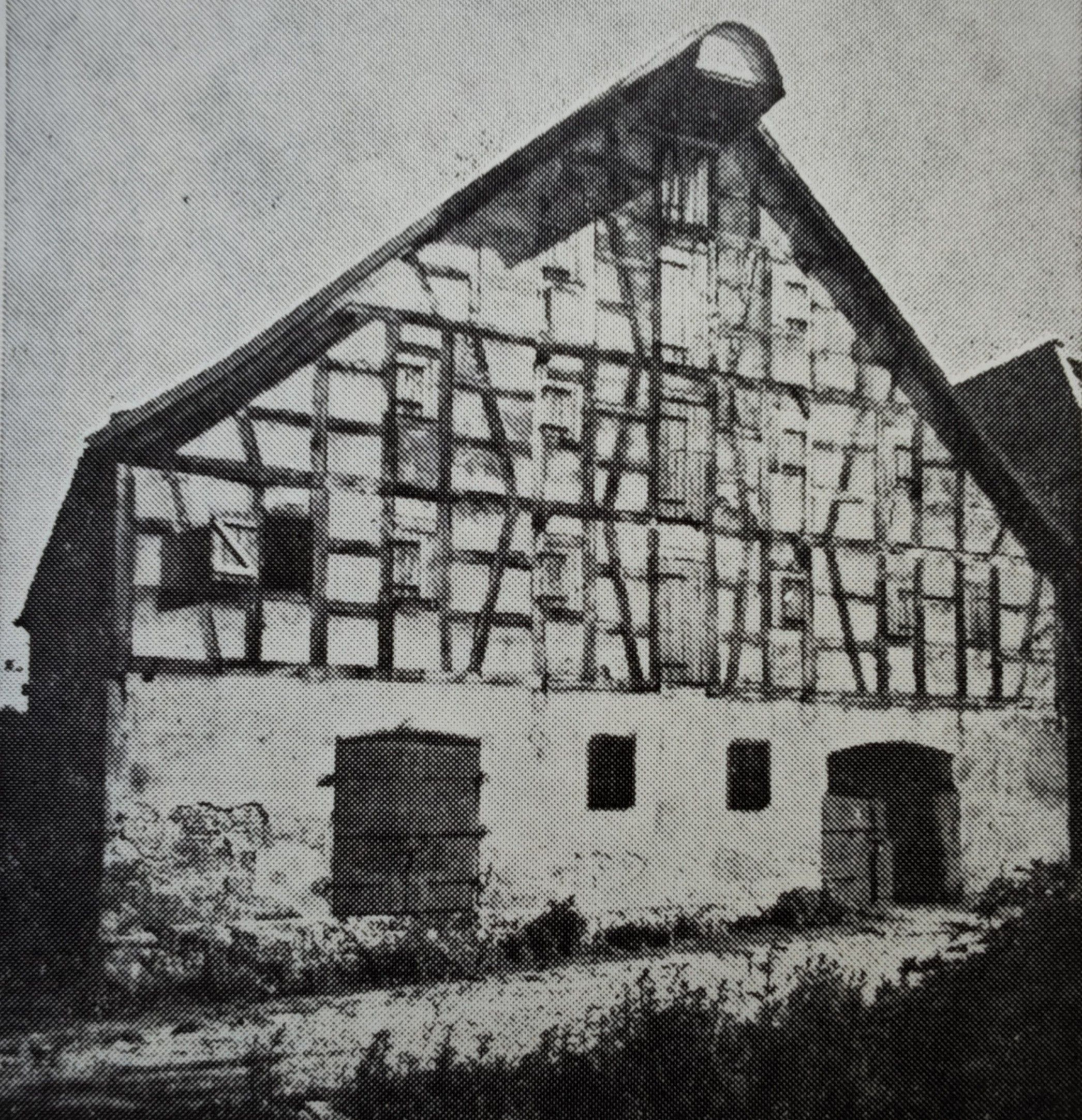
Spichlerz Mariacki przed remontem, ok. 1981

Sam spichlerz Mariacki wybudowany został w Braniewie, zanim nowe środki transportu zawitały do miasta, w 1831 roku, jako ostatni w całym kompleksie spichlerzów magazynowych w nabrzeżu portowym miasta. Następnie, w II połowie XIX w., transport wodny zaczął ustępować kolei, port zaczął podupadać. W 1905 roku, 1916 i po 1931 roku rozebrano trzy najstarsze spichrze z końca XVII wieku i pierwszej połowy wieku XVIII. Po II wojnie światowej, w 1954 roku, zlikwidowano trzy kolejne, tak że z dużego zespołu magazynów rozciągających się po obu stronach tej ulicy zachował się do dziś tylko najmłodszy ze spichlerzy – spichlerz Mariacki. W 2008 roku budynek został zakupiony przez osobę prywatną. Po wykonaniu renowacji obiektu i zaadaptowaniu go do nowych potrzeb powstała tu restauracja „Spichlerz Mariacki”. Projekt odbudowy spichlerza wykonał gdański architekt Kazimierz Macur.
Przez wiele lat w spichlerzu Mariackim organizowane były również cykliczne comiesięczne spotkania Towarzystwa Miłośników Braniewa.

## Architektura
Obiekt bez cech stylowych. Ustawiony szczytowo, piętrowy z trójkondygnacynym poddaszem. Wzniesiony jest na planie wydłużonego prostokąta – do wysokości pierwszej kondygnacji jest murowany z cegły, piętro i szczyt wykonane są w konstrukcji szkieletowej wypełnionej cegłą. Na parterze znajdują się okna i wjazd o łuku odcinkowym, wyżej umieszczono prostokątne okna wietrznikowe. W przeszłości w ścianie szczytowej znajdowały się drzwi do poszczególnych komór i żuraw do wyciągania towarów. Drzwi wyciągu zamykane są okiennicami. Spichlerz nakryty jest dachem dwuspadowym z dachówki z charakterystycznymi lukarnami. Pomieszczenia wewnątrz przykryte zostały stropami belkowymi, wspartymi na dwu rzędach słupów.
5 lipca 1989 roku obiekt został wpisany do rejestru zabytków (nr 127/89).